# Fürstengrab vom Ailenberg

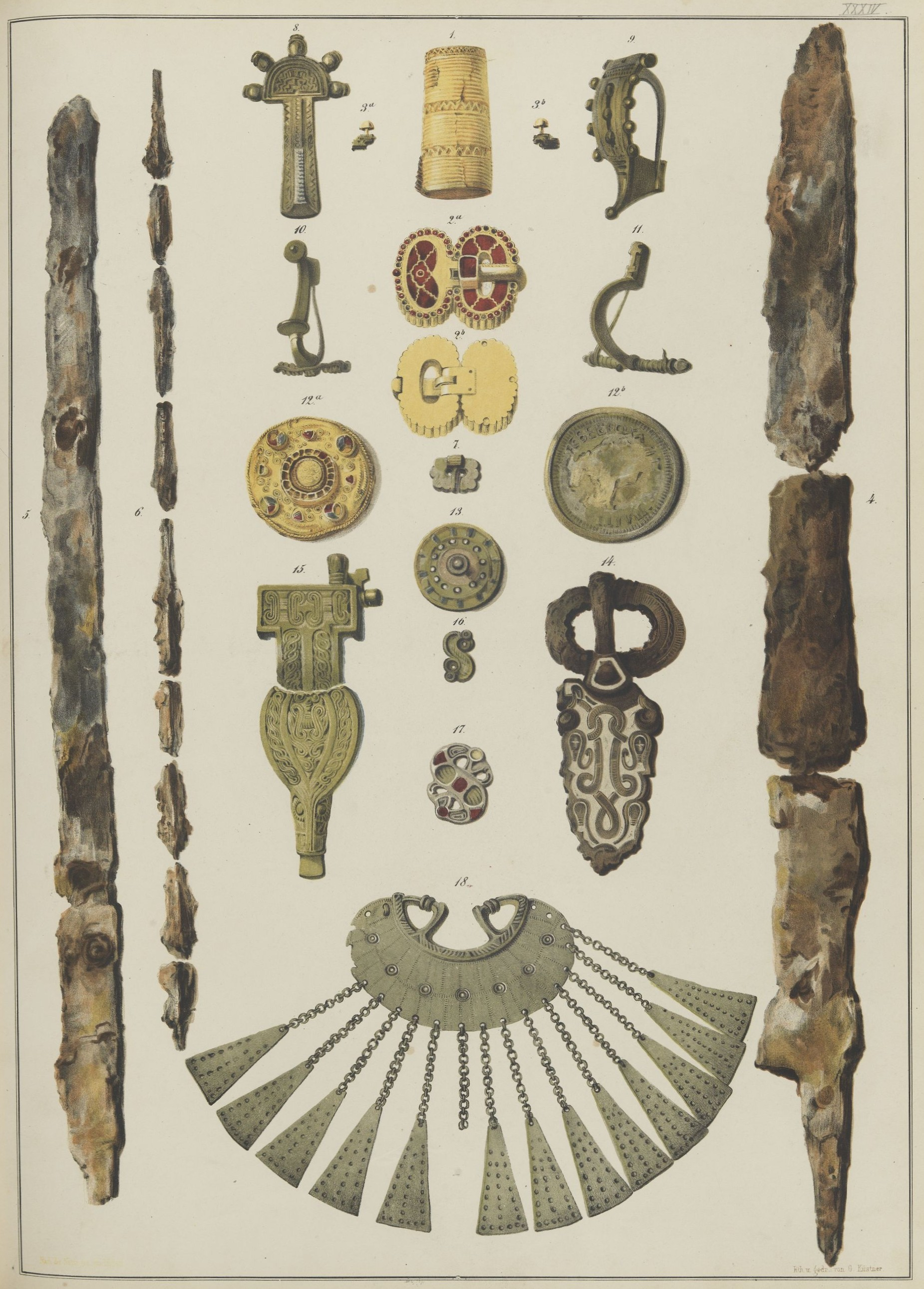
Archäologische Funde in der Mitte des 19. Jahrhunderts aus Württemberg. Die Objekte 1 bis 7 stammen vom Ailenberg

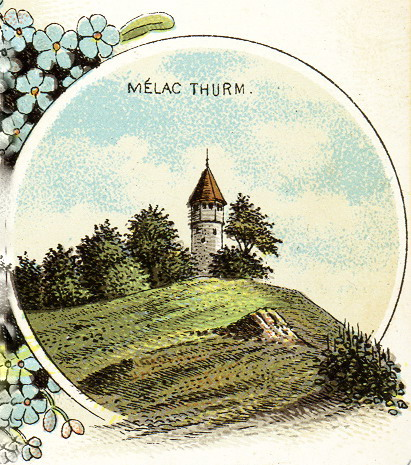
Ailenberg mit Mélacturm auf einer Postkarte von 1900

Das Fürstengrab vom Ailenberg ist ein alamannisches Männergrab aus der zweiten Hälfte des 5. Jahrhunderts. Aufgrund der wertvollen Grabbeigaben wird der Bestattete der alamannischen Führungsschicht zugeordnet.

## Fundort
Der Ailenberg, früher Ölberg oder Öhlenberg genannt, liegt zwischen Obertürkheim und Rüdern. Er ist eine Bergzunge, die markant in das Neckartal hineinragt. Am höchsten Punkt des Berges fand im Jahr 1857 der Weingärtner Karl Kopp aus Rüdern ein Grab, als er Erde an einem Steinbruchrand abtrug. Der Fundort lag nach damaliger Aussage ungefähr 50 Schritte nordöstlich vom Mélacturm. Über den Esslinger Schultheiß Marchthaler informierte man den Württembergischen Alterthumsverein, der wiederum Karl Eduard Paulus mit der Recherche beauftragte. Dieser erstellte einen für die damalige Zeit vorbildlichen Bericht in den Jahresheften seines Vereins. Die Entfernungsangabe wird neuerdings bestritten, da der Steinbruch laut den alten Flurkarten ungefähr 125 m entfernt liegt.

## Fund
Die Grabgrube war 0,9 m breit und 1,2 m in den Keupermergel eingetieft. Darüber war eine 1,3 m dicke Schuttschicht mit prähistorischen Fragmenten aus Ziegeln, Backsteinen und Gefäßen. Das Ganze bedeckte eine 1,8 m dicke Humusschicht, die in späterer Zeit für den Weinanbau aufgeschüttet wurde. Paulus war für seine Notizen auf die Erzählung des Finders und eines Gerichtsnotars angewiesen, da man das Grab ausgeräumt hatte. Es zeichnete sich nur die Höhlung ab, in der sich der Schädel befand. Paulus schrieb: „Nach eigener Anschauung lag der Verstorbene […] mit dem Gesicht gegen Osten gekehrt.“ Laut dem damaligen Esslinger Oberamtsarzt Kapf handelte es sich um einen kräftig gebauten Mann, der etwa 30 Jahre alt war. An der Seite des Mannes, auf welcher, ist nicht mehr bekannt, befanden sich eine Spatha sowie Beinplatten eines Reflexbogens und auf der gegenüberliegenden Seite ein schmaler Langsax mit einem Bündel dreiflügeliger Pfeilspitzen. In der Hüftgegend lagen eine goldene Gürtelschnalle sowie eine Goldblechtülle. Die ursprüngliche Lage von zwei Goldnieten, einer Bronzeschnalle, einem eisernen Beschlag in Form einer Tulpe und mehreren silbernen und eisernen Bruchstücken war nicht mehr feststellbar. Einige Fundstücke gingen bis in die 1930er Jahre verloren, den Zweiten Weltkrieg überstanden nur die Goldgegenstände.

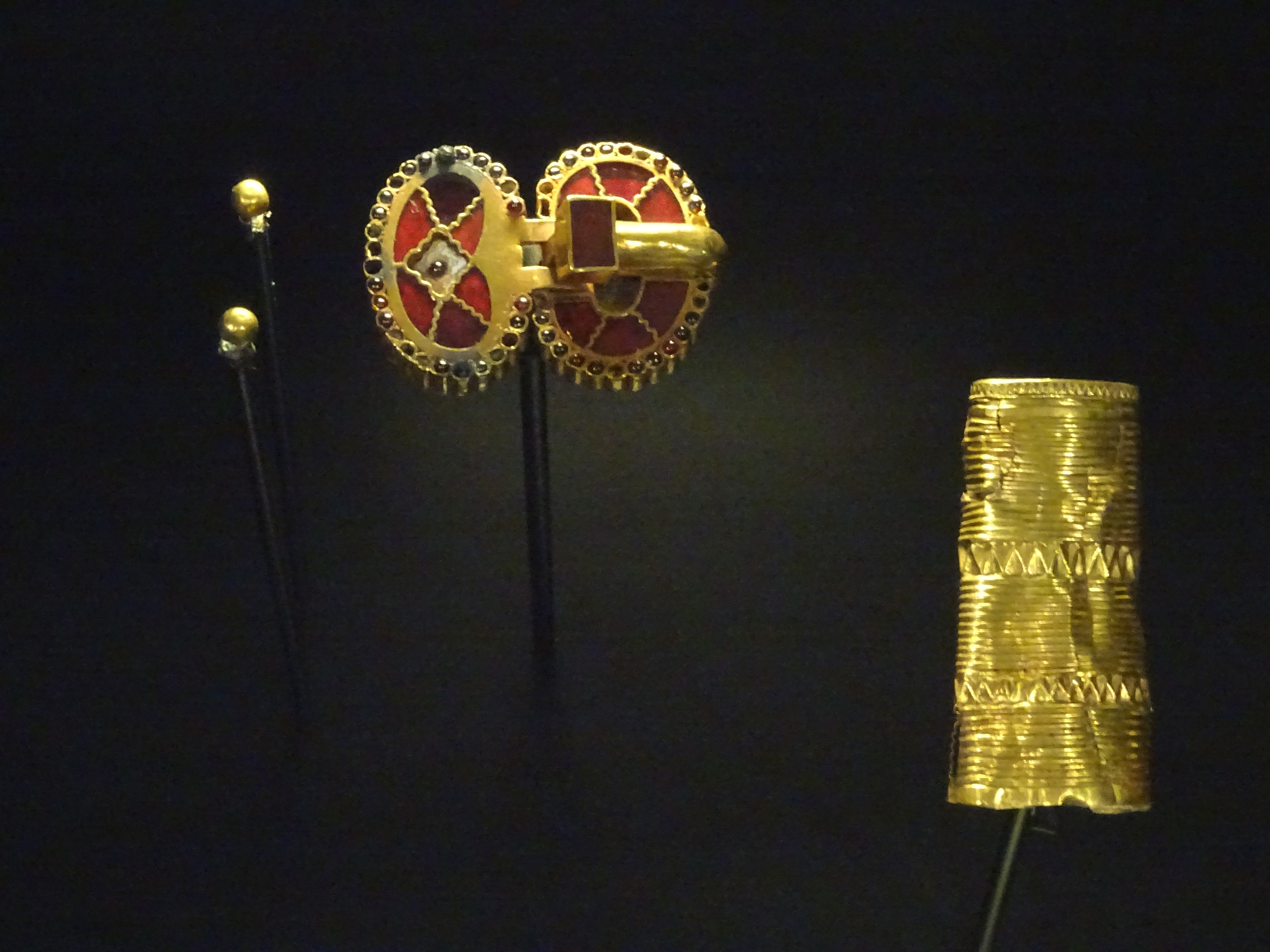
Funde des Fürstengrabs vom Ailenberg im Landesmuseum Württemberg

Hauptsächlich durch die prächtige Gürtelschnalle mit Granateinlagen wird der Bestattete als Teil der alamannischen Führungsschicht gesehen. Der Ursprungsort der eingearbeiteten Almandine wurde als „im weitesten Sinn“ indisch begutachtet. Ähnliche Fundstücke gibt es nur in den sogenannten „Fürstengräbern“ von Apahida in Rumänien und dem Grab von Childerich I. in Tournai. Die Goldblechtülle mit geometrischen Verzierungen wird als Griffhülle der schmalen Langsax zugerechnet. Sah man früher noch solchen Schmuck und Bewaffnung im Zusammenhang mit dem Einfluss hunnischer Reiternomaden, so setzt sich inzwischen die Erkenntnis durch, dass hier byzantinische Einflüsse vorliegen.
Schon im Jahr 1846 fand man in der Nähe ein Grab ohne Beigaben. Ob ein Zusammenhang besteht, kann nicht gesagt werden.